# Raitenbach (Adelsgeschlecht)

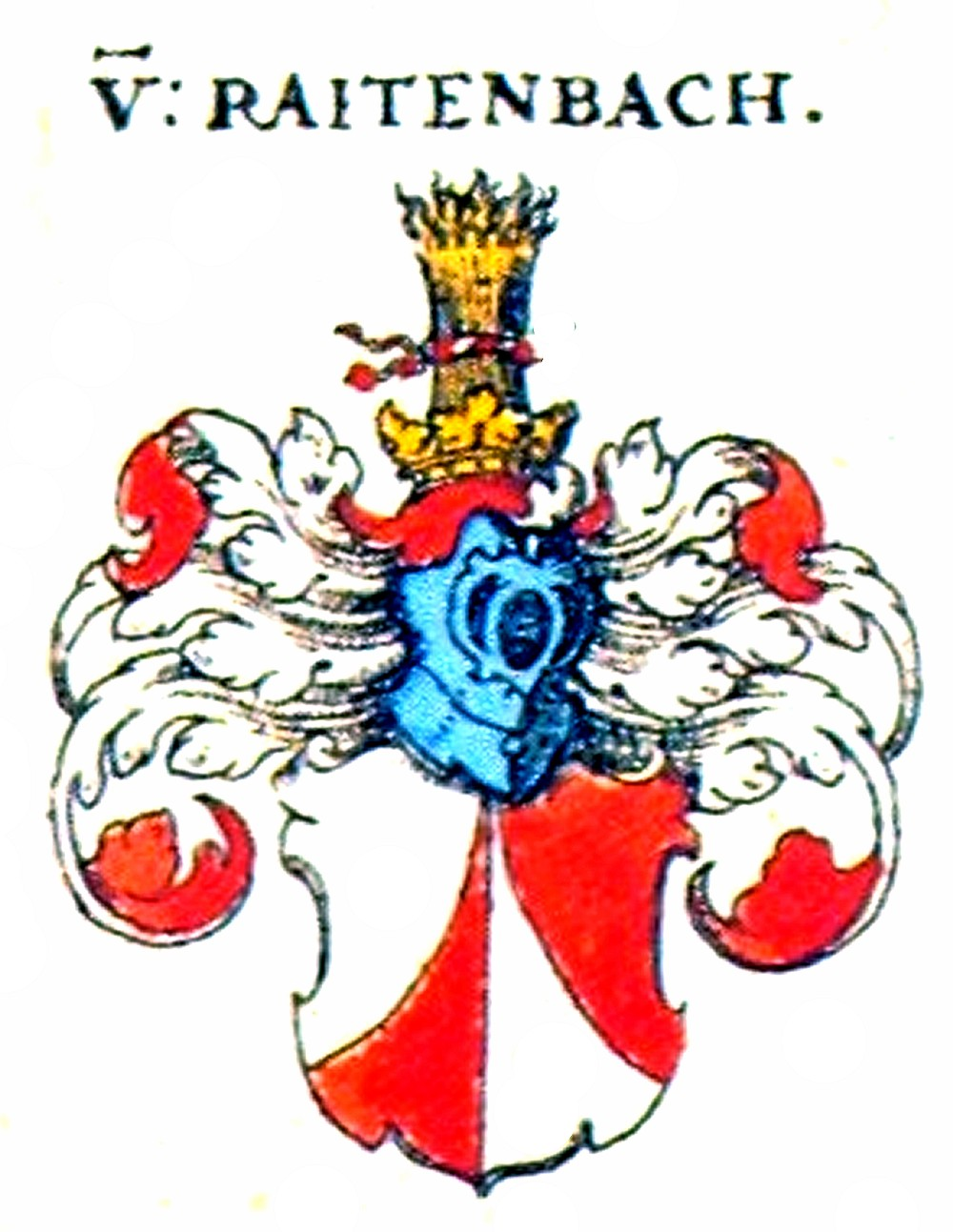
Familienwappen in Siebmachers Wappenbuch, 1605

Die Familie von Raitenbach war ein fränkisches und vogtländisches Adelsgeschlecht.

## Ursprung und Verbreitung
Die Familie erschien 1252 als Edelsherren auf Erkersreuth. Erst mit dem Erlöschen der Linie in Erkersreuth 1691 folgten ihnen die von Lindenfels nach. Die Familie war wappenverwandt mit der Familie von Neuberg und Haslau. Als Teil der reichsfreien Ritterschaft waren sie im Ritterkanton Gebürg organisiert. Durch Heirat unmittelbar verwandte Geschlechter waren z. B. die von Lüchau oder die Rabensteiner zu Döhlau.
Lupold von Raitenbach und Heinrich von Raitenbach gelangten in gehobene Positionen des Deutschen Ordens in Ostpreußen.

## Wappen
Der Wappenschild zeigt eine eingebogene Spitze, die Farbgebung ist geteilt in Rot und Silber und dem Grund in der jeweils anderen Farbe. Die Helmzier ist gekrönt und zeigt ein goldenes Bündel. Die Helmdecken sind ebenfalls wieder Rot und Silber.

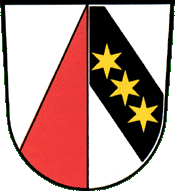
Ehemaliges Gemeindewappen von Erkersreuth